# Trytia
Trytia, trittia (gr. trittys; l.mn. tritties) – jednostka administracyjna podziału terytorialnego fyli attyckiej. 
Jednostki te istniały już najprawdopodobniej pod koniec VII wieku p.n.e. Pierwotnie każda z czterech fyl była podzielona na trzy trytie, z których każda stała się obwodem administracyjnym, finansowym i wojskowym. 
W wyniku reform Klejstenesa, trytia została pomysłowo rozdzielona w taki sposób, by przełamać znaczenie regionalnych partii, gdzie duże wpływy miała arystokracja. Podzielił on Attykę na trzy regiony: okręg miejski (asty), który obejmowała  Ateny oraz ich rozległe przedmieścia, wybrzeże (paralia) oraz wnętrze kraju (mesogeja). Każdy z tych regionów został podzielony na 10 trytii, a każda z trytii składała się z 3 demów. W skład każdej z 10 fyl wchodziło po jednej trytii z każdego regionu. Tym sposobem w każdej fyli Ateny miały decydujące znaczenie. 
Na czele każdej stał, obierany corocznie, urzędnik nazywany trytarchą (trittiarchos), o którego funkcji nie wiadomo zbyt wiele. 
Jako jednostka administracyjna, trytia służyła do wytypowania prytanów, podzielonych na 3 grupy, każda trittia była też zobowiązana do wyekwipowania 10 okrętów i trzymania tych trier we własnych magazynach w Pireusie.
Okręgi takie znane były również na Delos i na Kos, gdzie nazywano je triakades  i pentekostyes, na Teos symmorie, w Efezie chiliasties, na Samos, w Bizancjum i Lampsakos hekatosties.